# Abolição (Rio de Janeiro)
Abolição és un barri de la Zona Nord de Rio de Janeiro, Brasil
Segons el cens de 2010, el barri té 11.356 habitants. El barri va ser creat el 23 de juliol de 1981.
És un dels 15 barris amb millors indicadors socials de la zona nord de Rio, amb un IDI de 0,857 (any 2000), considerat alt, amb una població majoritàriament de classe mitjana.
Abolição destaca també per tenir un caràcter molt residencial i tranquil als seus carrers interns, molt boscós i tranquil, tot i que té un centre comercial rellevant als afores de Largo da Abolição, i es considera un barri relativament segur. Només té una favela, al final dels carrers Paquequer i Figueiredo Pimentel (al límit nord del barri), la comunitat Morro do Urubu que també té accés als barris de Piedade, Pilares i Tomás Coelho.